# Ophelina opisthobranchiata
Ophelina opisthobranchiata är en ringmaskart som beskrevs av Axel Wirén 1901. Ophelina opisthobranchiata ingår i släktet Ophelina och familjen Opheliidae. Inga underarter finns listade i Catalogue of Life.